# NGC 7286
NGC 7286 ist eine linsenförmige Galaxie vom Hubble-Typ S0-a im Sternbild Pegasus am Nordsternhimmel. Sie ist schätzungsweise 54 Millionen Lichtjahre von der Milchstraße entfernt.
Das Objekt wurde am 15. September 1828 von dem Astronomen John Herschel mit seinem 18,7-Zoll-Spiegelteleskop entdeckt und später von Johan Dreyer in seinen New General Catalogue aufgenommen.